# Fruzsina Kretz
Fruzsina Kretz (ungarisch: Kretz Fruzsina; * 15. September 1994 in Budapest) ist eine ungarische Handball- und Beachhandballspielerin. Sie ist Beachhandball-Nationalspielerin Ungarns und stand zwischen 2011 und 2019 bei einem Dutzend internationalen Beachhandball-Meisterschaften für Ungarn auf dem Platz. Die Linksaußenspielerin ist die einzige Spielerin, die an allen Medaillengewinnen der ungarischen Nationalmannschaft zwischen 2013 und 2019 beteiligt war.

## Hallenhandball
Kretz spielte zunächst ab 2005/06 in den Jugendmannschaften von Szentendrei NKE. Im September 2009 debütierte sie für die erste Mannschaft in der zweiten ungarischen Liga. In der Hinrunde der Saison 2015/16 spielte sie für den Zweitligisten Inárcs-Örkény KC, kehrte zur Rückrunde aber wieder zu Szentendrei NKE zurück. Bis zum Ende der Saison 2019/20 bestritt sie 150 Spiele in der zweiten und 14 Spiele in der dritten ungarischen Liga sowie 12 Spiele im ungarischen Pokal.

## Beachhandball

### Beachhandball international

#### Erste Phase
Kretz prägte über zehn Jahre den ungarischen Beachhandball mit, in dem die ungarische Nationalmannschaft zur Weltspitze gehörte. An ihrem ersten internationalen Turnier nahm sie noch als 16-jährige mit der Juniorinnen-Nationalmannschaft teil, den Jugendeuropameisterschaften 2011 (U 19) in Umag, Kroatien. Sie gewann dort mit der Mannschaft den Titel und wurde ebenso wie ihre Vereinskameradin Emese Tóth von Trainer József Farkas in das Aufgebot für die anschließenden Europameisterschaften der Frauen 2011 an selber Stelle berufen. Nach einer Niederlage zum Auftakt gegen Norwegen konnte Ungarn alle fünf weiteren Spiele der Vorrunde gegen Dänemark, die Ukraine, die Türkei, Zypern und Griechenland gewinnen, wobei die Niederlage und die beiden ersten Siege jeweils bis ins Shootout gingen. Kretz kam hier im ersten und im letzten Spiel nicht zum Einsatz. Ungarn zog als Tabellenerster in die Hauptrunde ein, wo Polen und Spanien geschlagen wurden. Im Viertelfinale wurde jedoch gegen Italien im Shootout verloren, Kretz war mit 14 erzielten Punkten beste Werferin ihres Teams. Nach erneuten Siegen gegen Polen und Spanien in den Platzierungsspielen belegte Ungarn am Ende den fünften Platz. In acht Spielen erzielte Kretz 42 Punkte.
2012 begann mit den Jugendeuropameisterschaften 2012 in Batumi, wo die Ungarinnen erneut den Titel in der U-18-Klasse gewinnen konnten. Es folgten die Weltmeisterschaften 2012 in Maskat, Oman. Nach einem Auftaktsieg im Shootout gegen Polen folgte ein Sieg gegen Singapur. Der zweite Tag brachte Niederlagen gegen Brasilien und Norwegen. Zum Abschluss gelang ein Sieg über Thailand und der Einzug in die Hauptrunde als Tabellendritte. In der Hauptrunde gab es zunächst eine Niederlage gegen Dänemark, anschließend einen Sieg gegen Uruguay. Zum Abschluss der Hauptrunde gelang ein Sieg gegen Kroatien im Shootout. Als viertbestes Team der Hauptrunde zog Ungarn ins Halbfinale ein, wo erneut gegen Dänemark wie auch das Spiel gegen Norwegen um die Bronzemedaille in zwei Sätzen verloren wurde.
Den Europameisterschaften 2013 in Randers, Dänemark, waren erneut die Junioreneuropameisterschaften (U 19) an selber Stelle vorgeschaltet, an denen Kretz zum letzten Mal teilnahm und bei ihrer dritten Teilnahme den dritten Titel gewann. Einmal mehr gehörte sie zu den auffälligsten Spielerinnen. Im Finale erzielte sie mit 18 Punkten die meisten ihrer Mannschaft und war als Juniorin generell noch offensiver ausgerichtet als später als A-Spielerin. Auch die folgenden A-Europameisterschaften der Frauen waren für Kretz und Ungarn ein voller Erfolg. Schon in der Vorrunde wurden nacheinander Polen, Russland, Norwegen, Kroatien und die Ukraine geschlagen, wenn es auch gegen Norwegen und die Ukraine einen Shootout brauchte und dieser gegen Norwegen bis zum Endstand von 12:11 ging. Als Tabellenerste zogen die Ungarinnen in die Hauptrunde, wo es deutliche Siege gegen die Türkinnen und Spanierinnen gab. Als bislang einziges verlustpunktfreies Team zog Ungarn damit in das Viertelfinale ein, wo Italien deutlich besiegt wurde. Im Halbfinale wurde mit den Norwegerinnen einer der Angstgegner geschlagen. Auch im Finale traf man mit den Däninnen auf einen Angstgegner, dieses Mal konnte sich Ungarn in einem Shootout, der bis zum Endstand von 14:12 ging, durchsetzen und den ersten internationalen Titel in der Landesgeschichte in der Sportart sichern und blieb dabei im gesamten Turnierverlauf unbezwungen. Kretz gewann somit zwei Titel binnen einer Woche.
Ein weiterer Erfolg folgte bei den World Games 2013 in Cali, Kolumbien. In der Vorrunde unterlag die ungarische Nationalmannschaft Brasilien und schlug die Teams aus Tunesien und Kolumbien. Im Halbfinale traf Ungarn auf die Norwegerinnen, die dieses Mal erneut besiegt werden konnten. Im Finale unterlagen die Ungarinnen den Brasilianerinnen erst im Shootout. Ungarn erhielt zudem den Fair-Play-Preis.
Im Jahr darauf waren die Weltmeisterschaften 2014 in Recife, Brasilien, der Saisonhöhepunkt. Kretz gelang mit Ungarn am ersten Tag erneut ein idealer Start in das Turnier. Nachdem Thailand geschlagen werden konnte, wurde auch Argentinien besiegt. Am zweiten Tag wurden die Spanierinnen im Shootout besiegt. Der dritte Tag begann mit einem Sieg gegen die Ukraine. Erst im letzten Spiel gegen die Dänemark gab es die erste Turnierniederlage. Trotz der Niederlage zogen die Ungarinnen als Tabellenerste in die Hauptrunde ein. Dort wurden Italien und im Shootout Norwegen besiegt. Auch dieses Mal gab es erst beim letzten Spiel, nun gegen Brasilien, eine Niederlage. Als Tabellenzweite gingen die Ungarinnen in die Halbfinals, hier besiegten sie die Mannschaft der Ukraine in zwei Durchgängen. Im Finale gab es wie im Jahr zuvor bei den World Games eine Niederlage gegen die Brasilianerinnen. Ungarn erhielt erneut den Fair-Play-Preis.
Anders als etwa Ágnes Győri und Emese Tóth gehörte Kretz wie auch Kitti Gróz, Fruzsina Zsigmond, Ágnes Kókai und Bozsana Fekete bei der erfolgreichen Titelverteidigung bei den Europameisterschaften 2015 erneut zum ungarischen Aufgebot. In Lloret de Mar startete das ungarische Team gegen Russland zunächst eine Niederlage im Shootout in das Turnier. Alle weiteren fünf Spiele gegen Deutschland, Polen, Serbien, die Schweiz und Italien wurden zumeist in überzeugender Manier gewonnen, einzig das Spiel gegen Serbien war sehr knapp und das gegen Polen wurde erst im Shootout gewonnen. Gegen Deutschland war sie gemeinsam mit Renáta Csiki mit zehn Punkten beste Werferin. In den drei ersten Spielen erzielte sie konstant zehn Punkte. In der Hauptrunde gab es zunächst einen Sieg im Shootout gegen die Ukraine, danach eine Niederlage gegen Spanien. Gegen Spanien war sie mit sieben erzielten Punkten beste Werferin Ungarns. Als Vorrundenzweite erreichten die Ungarinnen das Viertelfinale. Dort wurde Russland ebenso wie Italien im Shootout geschlagen, Kretz erzielte erneut zehn Punkte. Im Halbfinalspiel gegen Italien war Ketz mit 14 Punkten erfolgreichste Torschützin. Auch das Finale, zu dem Csiki vier Punkte beisteuerte, wurde erst in Shootout gewonnen. Kretz kam in allen Spielen zum Einsatz und erzielte dabei 92 Punkte.
Kretz trat bei den Weltmeisterschaften 2016 wieder an, die im heimischen Budapest ausgetragen wurden. Ungarn startete mit einem Zwei-Satz-Sieg gegen Thailand in das Turnier und gewann noch am ersten Tag auch das zweite Spiel gegen Argentinien im Shootout. Der zweite Tag begann mit einem Sieg im Shootout über Australien, das zweite Spiel gegen Spanien wurde verloren. Im letzten Vorrundenspiel wurden die Italienerinnen bezwungen. Als zweitplatzierte Mannschaft zog Ungarn in die Hauptrunde ein, wo es gegen Norwegen und Brasilien jeweils im Shootout unterlag. Nur das letzte Spiel gegen Taiwan wurde gewonnen. Als Viertplatzierte zogen die Ungarinnen in das Halbfinale ein, unterlagen dort jedoch einmal mehr den Brasilianerinnen. Auch das Spiel um die Bronzemedaille ging gegen Norwegen im Shootout verloren.

#### Zweite Phase
Für die Europameisterschaften 2017 am Jarun-See in Kroatien wurde ein sehr junges ungarisches Nationalteam berufen, zu dem unter anderem auch Rebeka Benzsay und Csenge Braun gehörten, die im selben Jahr die Junioren-Weltmeisterschaften gewannen. Kretz gehörte das erste Mal seit ihrer ersten Berufung in die A-Nationalmannschaft 2014 nicht zum Aufgebot. Für die Weltmeisterschaften 2018 war Ungarn erstmals seit den Weltmeisterschaften 2008 wie schon im Vorjahr für die World Games 2017 nicht qualifiziert.

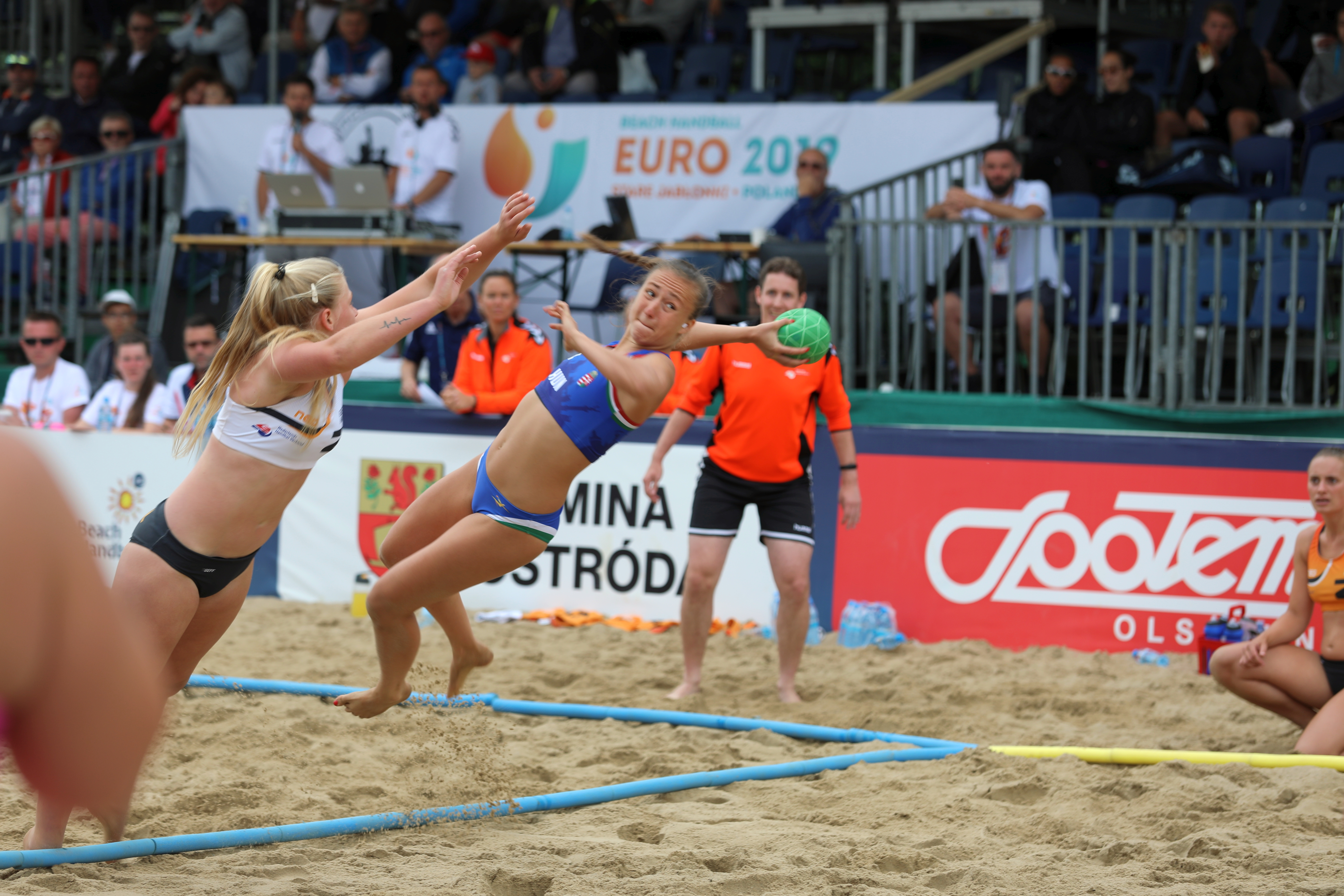
Kretz beim Torabschluss im Halbfinalspiel der Europameisterschaften 2019 gegen die Niederlande (hier gegen Amber van der Meij)

Bei den Europameisterschaften 2019 trat Kretz in Stare Jabłonki zum vierten Mal mit der ungarischen Nationalmannschaft bei Europameisterschaften an. Gegen Polen, Frankreich, Portugal und Zypern konnten alle Spiele der Vorrunde gewonnen werden. Weitaus weniger gut verliefen die Spiele der Hauptrunde. Alle drei Spiele gegen Kroatien, die Niederlande und Norwegen gingen verloren. Als Viertplatzierte der Hauptrunde konnte sich Ungarn gerade so in das Viertelfinale retten. Dort wurde Spanien im Shootout besiegt. Im Halbfinale gelang die Revanche gegen die Niederlande und Ungarn zog in das Finale gegen Dänemark ein. Dort wurde der erste Satz klar verloren. Im zweiten Durchgang hingegen war das Spiel sehr ausgeglichen. Sekunden vor Schluss gelang Rebeka Benzsay der Ausgleich für Ungarn. Während sich schon fast alle auf eine Fortsetzung des Durchgangs und ein Golden Goal eingestellt hatten, gelang Dänemark durch Ann Cecilie Møller mit einem letzten Angriff in der Schlusssekunde der Siegtreffer. Kretz kam in allen acht Spielen zum Einsatz und erzielte 50 Punkte.
Es folgten die World Beach Games 2019 in ar-Rayyan, Katar, für die sich Ungarn mit dem guten Abschneiden bei den Europameisterschaften qualifizieren konnte. In der Vorrunde verlor Kretz mit der ungarischen Mannschaft gegen Brasilien, Argentinien und Dänemark, schlagen konnte sie die USA und Tunesien. Im Viertelfinale schlug Ungarn den Sieger der weiten Vorrundengruppe und amtierenden Weltmeister Griechenland in zwei engen Sätzen. Im Halbfinale traf Ungarn auf die Überraschungsmannschaft des Turniers, die Vietnamesinnen, die zuvor die amtierenden Sieger der Südamerikanischen Beachgames aus Argentinien schlagen konnten. Vietnam konnte deutlich geschlagen werden. Im Finale traf Ungarn einmal mehr auf Dänemark, das dieses Mal in zwei sehr knappen Durchgängen das Turnier für sich entscheiden konnte.

### Beachhandball auf Vereinsebene
National gewann Kretz mit der von János Gróz trainierten Mannschaft von Szentendrei NKE 2012, 2015, 2016, 2018, 2018 und 2020 die Titel bei den ungarischen Meisterschaften. 2018 und 2019 gewann sie zudem mit der Mannschaft den Beachhandball-Pokal. Mit Szentendrei gewann sie zudem 2015 und 2018 den EHF Beach Handball Champions Cup. 2016 und 2019 unterlag sie mit Szentendrei im Finale, 2017 wurde sie Dritte. Neben Emese Tóth ist sie damit die einzige Spielerin, die an allen nationalen wie internationalen Titeln und Erfolgen der Mannschaft beteiligt war.

## Erfolge

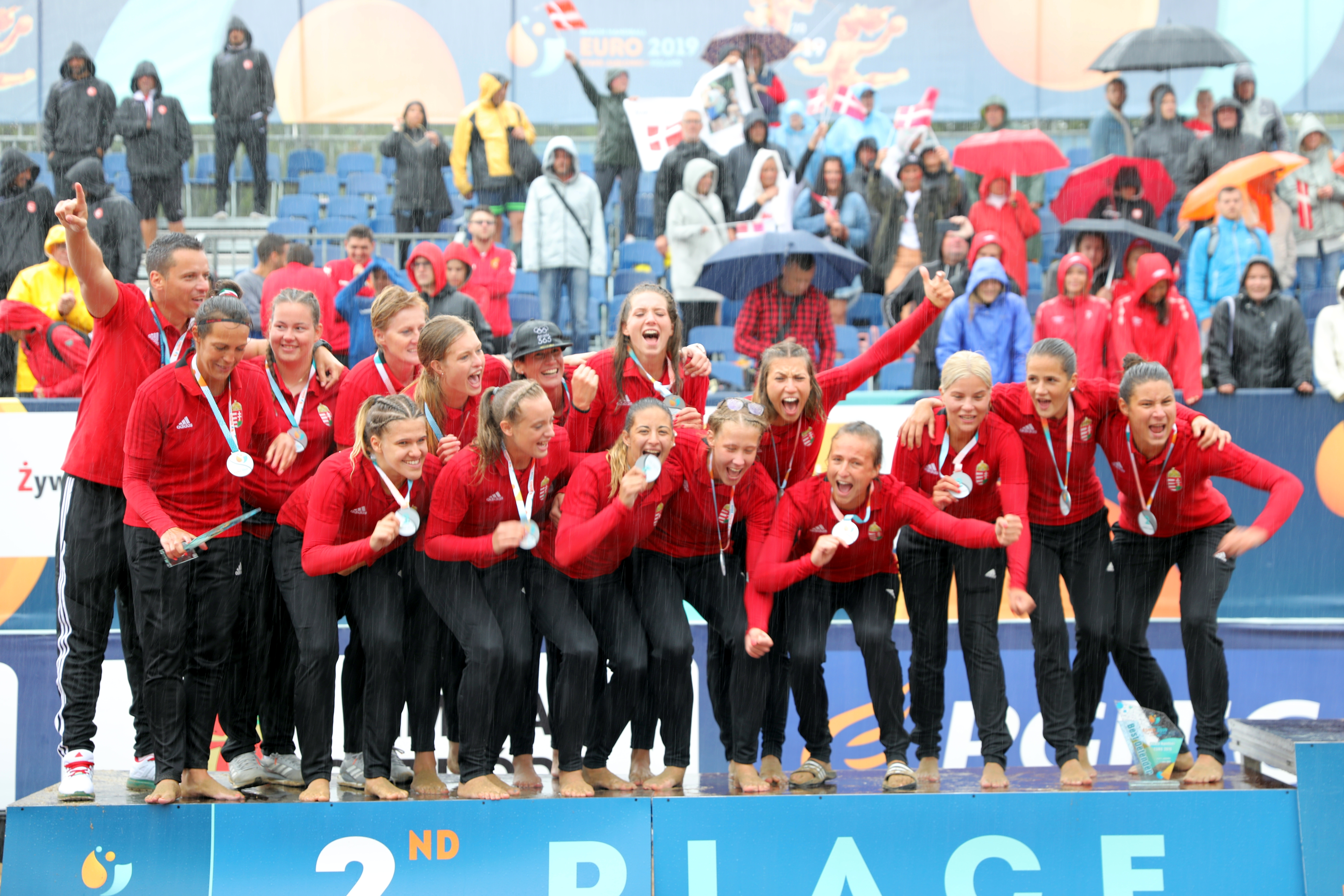
Die ungarischen Mannschaft bei der Siegerehrung der Europameisterschaften 2019

| World-Games - 2013 World-Beach-Games - 2019 Beachhandball-Weltmeisterschaften - 2014 Beachhandball-Europameisterschaften - 2013 - 2015 - 2019 Beachhandball-Jugend-/Junioreneuropameisterschaften - 2011 - 2012 - 2013 | Ungarische Beachhandball-Meisterschaften - 2012 - 2015 - 2016 - 2017 - 2018 - 2020 Ungarischer Beachhandball-Pokal - 2018 - 2019 |

## Einzelbelege
1. ↑  European Handball Federation - 2011 Women's ECh Beach Handball 19 / Final Tournament. Abgerufen am 17. November 2020 (englisch).
2. ↑  European Handball Federation - 2011 Women's ECh Beach Handball / Final Tournament. Abgerufen am 17. November 2020 (englisch).
3. ↑  European Handball Federation - 2012 Women's ECh Beach Handball 18 / Final Tournament. Abgerufen am 17. November 2020 (englisch).
4. ↑  European Handball Federation - 2013 Women's ECh Beach Handball 19 / Final Tournament. Abgerufen am 17. November 2020 (englisch).
5. ↑  Hungary European Champions in both U19 men and women – Timeout Magazine. Abgerufen am 5. Dezember 2020 (amerikanisches Englisch).
6. ↑  European Handball Federation - 2013 Women's ECh Beach Handball / Final Tournament. Abgerufen am 17. November 2020 (englisch).
7. ↑  All Stars of the 2013 World Games named | IHF. Abgerufen am 4. Dezember 2020.
8. ↑  European Handball Federation - 2015 Women's ECh Beach Handball / Final Tournament. Abgerufen am 17. November 2020 (englisch).
9. ↑  European Handball Federation - 2019 Women's ECh Beach Handball / Final Tournament. Abgerufen am 18. November 2020 (englisch).
10. ↑  kézitörténelem.hu. Abgerufen am 5. Dezember 2020.
11. ↑  kézitörténelem.hu. Abgerufen am 5. Dezember 2020.
12. ↑  Ekaterinodar successfully defend title at Champions Cup. Abgerufen am 4. Dezember 2020 (englisch).
13. ↑  kézitörténelem.hu. Abgerufen am 5. Dezember 2020.

| Personendaten    | Personendaten                                   |
| ---------------- | ----------------------------------------------- |
| NAME             | Kretz, Fruzsina                                 |
| ALTERNATIVNAMEN  | Fruzsina, Kretz (ungarisch)                     |
| KURZBESCHREIBUNG | ungarische Handball- und Beachhandballspielerin |
| GEBURTSDATUM     | 15. September 1994                              |
| GEBURTSORT       | Budapest                                        |